# Grecja na Letnich Igrzyskach Olimpijskich 1988
Grecję na Letnich Igrzyskach Olimpijskich 1988 reprezentowało 56 zawodników, 44 mężczyzn i 12 kobiet.

## Zdobyte medale
| Medal | Zawodnik        | Dyscyplina | Konkurencja                               | Źródło |
| ----- | --------------- | ---------- | ----------------------------------------- | ------ |
| Brąz  | Bambis Cholidis | Zapasy     | Waga do 57 kg w stylu klasycznym mężczyzn | [ 1 ]  |